# Wolf Creek (Oregon)
Wolf Creek az Amerikai Egyesült Államok északnyugati részén, Oregon állam Josephine megyéjében, az Interstate 5 közelében elhelyezkedő önkormányzat nélküli település.

## Története
Oregonban számos patak viseli a Farkas (Wolf) nevet. A posta 1882-ben, Almaden vasútállomás pedig 1883-ban nyílt meg. Az állomást 1888-ban átnevezték; 1895-től a posta a Wolfcreek nevet viselte.
A valószínűleg 1883-ban épült Six Bit több átépítést követően ma szerepel a történelmi helyek jegyzékében. A létesítményt az oregoni parkszolgálat üzemelteti.

## Éghajlat
A település éghajlata mediterrán (a Köppen-skála szerint Csb).

## Fordítás
- Ez a szócikk részben vagy egészben  a   Wolf Creek, Oregon című angol Wikipédia-szócikk ezen változatának fordításán alapul.  Az eredeti cikk szerkesztőit annak laptörténete sorolja fel. Ez a jelzés csupán a megfogalmazás eredetét és a szerzői jogokat jelzi, nem szolgál a cikkben szereplő információk forrásmegjelöléseként.